# Харли, Эдвин
Э́двин Ха́рли (англ. Edwin Harley; род. 1940) — новозеландский кёрлингист и тренер по кёрлингу.
В составе мужской сборной Новой Зеландии участник двух Тихоокеанско-азиатских чемпионатов (бронзовые призёры в 1991). В составе мужской сборной ветеранов Новой Зеландии участник чемпионата мира среди ветеранов 2003. Двукратный чемпион Новой Зеландии среди мужчин.
В качестве тренера мужской сборной Новой Зеландии участник чемпионата мира 2001 и нескольких Тихоокеанско-азиатских чемпионатов.

## Достижения
- Тихоокеанско-азиатский чемпионат по кёрлингу: бронза (1991).
- Чемпионат Новой Зеландии по кёрлингу среди мужчин: золото (1994, 1996).[3][4]

## Команды
| Сезон   | Четвёртый   | Третий       | Второй          | Первый      | Запасной         | Турниры             |
| ------- | ----------- | ------------ | --------------- | ----------- | ---------------- | ------------------- |
| 1991—92 | Питер Бекер | Эдвин Харли  | Jock Kearney    | Barry Brown | Stewart McKnight | ТАЧ 1991            |
| 1993—94 | Эдвин Харли | Allan McLean | P Buchanan      | A Harley    |                  | ЧНЗМ 1994           |
| 1995—96 | Эдвин Харли | Allan McLean | P Buchanan      | H Casey     |                  | ЧНЗМ 1996           |
| 2002—03 | Питер Бекер | Allan McLean | Mervyn Jamieson | Эдвин Харли |                  | ЧМВ 2003 (15 место) |

(скипы выделены полужирным шрифтом)

## Результаты как тренера национальных сборных
| Год  | Турнир                                            | Сборная                  | Место |
| ---- | ------------------------------------------------- | ------------------------ | ----- |
| 1993 | Тихоокеанско-азиатский чемпионат по кёрлингу 1993 | Новая Зеландия (мужчины) | 3     |
| 1994 | Тихоокеанско-азиатский чемпионат по кёрлингу 1994 | Новая Зеландия (мужчины) | 3     |
| 1995 | Тихоокеанско-азиатский чемпионат по кёрлингу 1995 | Новая Зеландия (мужчины) | 3     |
| 1996 | Тихоокеанско-азиатский чемпионат по кёрлингу 1996 | Новая Зеландия (мужчины) | 3     |
| 1997 | Тихоокеанско-азиатский чемпионат по кёрлингу 1997 | Новая Зеландия (мужчины) | 3     |
| 1998 | Тихоокеанско-азиатский чемпионат по кёрлингу 1998 | Новая Зеландия (мужчины) | 1     |
| 1998 | Тихоокеанско-азиатский чемпионат по кёрлингу 1998 | Новая Зеландия (женщины) | 2     |
| 1999 | Тихоокеанско-азиатский чемпионат по кёрлингу 1999 | Новая Зеландия (мужчины) | 3     |
| 2000 | Тихоокеанско-азиатский чемпионат по кёрлингу 2000 | Новая Зеландия (мужчины) | 1     |
| 2001 | Чемпионат мира по кёрлингу среди мужчин 2001      | Новая Зеландия (мужчины) | 9     |
| 2006 | Тихоокеанско-азиатский чемпионат по кёрлингу 2006 | Новая Зеландия (мужчины) | 5     |